# Diskografie Petra Stašáka
Toto je diskografie zpěváka Petra Stašáka. 

## Diskografie (neúplná)
- Made in love - Sisa Sklovská a Peter Stašák – Colo-Colo, CD
- 1993 Bez veľkých obetí – Popkodex, MC, CD[1]
- 1995 Bože, nedaj láske zahynúť
- 1999 Golden melody – CD
- 2000 Buď mojím prílivom
- 2001 Prístavy túžob - MSP, CD
- 2002 Žijem, žijem... - MSP, CD
- 2002 Loď lásky - MSP, CD
- 2003 Môj život je pieseň - MSP, CD
- 2003 Všetko najlepšie - MSP, CD
- 2004 Láska svetom letí - Masta, CD
- 2005 Aká je láska... - Masta EAN 8588003 348012, 2CD
- 2006 Peter Stašák - Wagon Slovakia - Colo-Colo, CD (nahráno při příležitosti 10. výročí Wagon slovakia Košice a.s.)
- 2006 Šťastné a veselé Vianoce - Masta EAN 8588003 378224, CD
- 2008 ...najkrajšie na svete - Masta EAN 8588003 378316, CD
- 2008 Peter Stašák a priatelia - Masta EAN 8588003 378378, CD
- 2010 Zlatý výber 1 - Masta EAN 8588003 378453, CD

### Kompilace
- 1993 Repete Gala 1 - Ena Records -9. Čardáš dvoch sŕdc - Peter Stašák
- 1995 Repete 5 - Ena records -13.Všetkým dievčatám - Michal Dočolomanský a Peter Stašák
- 1995 Repete Gala 2 - Ena records - 09.Všetkým dievčatám - Michal Dočolomanský a Peter Stašák
- 1996 Repete Gala 3 - Ena records -1.Ružové ráno, 5.Smútok krásnych dievčat.
- 2003 Chalupárium - MSP, MC, CD -12. Peter Stašák 3:47--V prístave túžob (Peter Kliment, Miriam Klimentová / Peter Kliment, Ervín Kliment) -13. Peter Stašák 4:31--Žijem, žijem... (Bolje živim nego ministar) - (Mladen Grdović / N. Ninčevič, s.t.Peter Stašák)
- 2003  Nonstop Hitmix - MSP, CD - 02. Peter Stašák - Hit mix 26:34 (Píšem báseň (Splitska seredana) • Kubašská voda (U bašku vodu) • Trpká chvíľa • Adio bella • Európske pláže (Dalmatinske drage luke) •).

## Bez veľkých obetí
Bez veľkých obetí je studiové hudební album Petra Stašáka.
Seznam skladeb:
1. Bez veľkých obetí - (Ivan Horváth / Jozef Augustin Štefánik)
2. Vyhnaní z raja - (Ivan Horváth / Jozef Augustin Štefánik)
3. Gabriela - (Peter Stašák / Jozef Augustin Štefánik)
4. Keď ľúbiš, žiješ - (Ali Brezovský / Vlasta Brezovská)
5. Mám ťa stále rád - (Peter Hanzely / Jozef Augustin Štefánik)
6. Pozri moja milá - (Ali Brezovský / Vlasta Brezovská)
7. Pieseň pre nás dvoch - (Ali Brezovský / Vlasta Brezovská)
8. Slnko a dážď - (Ivan Horváth / Jozef Augustin Štefánik)
9. Dámy a dievčatá - (Ivan Horváth / Jozef Augustin Štefánik)
10. S nadhľadom - (Ali Brezovský / Vlasta Brezovská)
11. Našim krásnym dievčatám - (Ali Brezovský / Vlasta Brezovská)
12. Čas - (Ivan Horváth / Jozef Augustin Štefánik)

## Bože, nedaj láske zahynúť
Bože, nedaj láske zahynúť je studiové hudební album Petra Stašáka.
Seznam skladeb:
1. Všetkým dievčatám
2. Nemám ťa nikdy dost
3. Miesto na zemi
4. Každý deň
5. Bez záruky
6. Bože, nedaj láske zahynúť
7. Letná láska
8. Chvíle zmúdrenia
9. Pár dobrých úmyslov
10. Po stýkrát
11. Zabudni na mnňa
12. Kam a s kým
13. Kým ťa tu mám
14. Mám ženy rád
15. Stražím tvoje sny
16. Žiť s piesňou

## Buď mojím prílivom
Buď mojím prílivom je studiové hudební album Petra Stašáka.
Seznam skladeb:
1. Buď mojím prílivom - (Ivan Horváth / Tomáš Janovic)
2. Staň sa mi nápevom piesne - (Roig / Zoro Laurinc)
3. Sľúbené ľúbenie - (S. Viavianos / Ľuboš Zeman)
4. Svitanie - (Igor Bázlik / Ján Štrasser)
5. Máš stále krásnu tvár - (Ali Brezovský / Vlasta Brezovská)
6. Zatúlané šťastie - (Ali Brezovský / Vlasta Brezovská)
7. Kým ešte snívať viem - (Ivan Horváth / Alojz Čobej)
8. Biela loď - (F. Drenek / Š. Dlugolinský)
9. Stratil som hlavu - (Ivan Horváth / Tomáš Janovic)
10. Spievam pre Vás - (A. Beladič / Alexander Karšay)
11. Povedz mi, čo ťa trápi - (Ali Brezovský / Vlasta Brezovská)
12. Bielou kriedou - (Ivan Horváth / A. Kodayová)
13. Kraj, čo vonia vínom - (R. Whittaker / Vlasta Brezovská)

Bonus
- 14. Modlitba - (Lucio Dalla / Vlasta Brezovská)

## Golden melody
Golden melody je studiové album Petra Stašáka. Album vydalo MSP v roce 1999 na CD.
Seznam skladeb:
- 01. Storočie nádejí
- 02. Kamila
- 03. Odchádzam
- 04. Karneval
- 05. Madley
  - Delilah
  - Závidím
  - Taká tvár
  - Čln plný snov
  - Úsmev vždy máš
- 06. Pieseň o decembri
- 07. Muži nestárnu
- 08. Zázrak bez slov
- 09. Oči plné snov
- 10. Medley
  - Bože nedaj láske zahynť
  - Všetkým dievčatám
  - Biela loď
  - Staň sa mi nápevom piesne
  - Kraj čo vonia vínom
  - Sľúbené ľúbenie
  - Buď mojim prílivom

## Prístavy túžob
Prístavy túžob je studiové album Petra Stašáka. Album vydalo MSP v roce 2001 na CD.
Seznam skladeb:
1. Píšem báseň (Splitska serenada) - (Zdenko Runjić / Peter Stašák) 3:45
2. Ústa sladké od vína (Slade od vina) - (Zdenko Runjić / Peter Stašák, J. Fiamengo) 3:16
3. Trpká chvíla - (Peter Kliment / Peter Kliment) 2:59
4. Kubašská voda (U bašku vodu) - (Zdenko Runjić / Peter Stašák) 3:22
5. V prístave túžob - (Peter Kliment, Miriam Klimentová / Peter Kliment, Ervín Kliment) 3:47
6. Európske pláže (Dalmatinska drage luke) - (Zdenko Runjić / Peter Stašák) 3:03
7. Bez lásky niet nádeje - duet: Jadranka a Peter Stašák - (Peter Kliment, Miriam Klimentová / Peter Kliment, Jadranka Handlovská) 3:35
8. Splitské tango (Splitski tango) - (Zdenko Runjić / Peter Stašák, Zdenko Runjić) 3:30
9. Nikto nemá dva životy (Nitko nema dva života) - (Dražen Zečić / Peter Stašák) 3:36
10. Láska je spev - duet: Mirka Klimentová a Peter Stašák - (Peter Kliment / Ervín Kliment) 3:13
11. Jediná (Jednina i množina) - (Tonči Huljić / Peter Stašák) 3:52
12. Adio Bella (Adio Bella) - (Zdenko Runjić / Peter Stašák, Zdenko Runjić) 3:43

bonus
- 13. Tiha noč - (Zdenko Runjić / Zdenko Runjić) 3:39

- Další informace:
  - Total Time: 46:02
  - Vydavateľ: MSP Records cd: GE 0003 2 331, EAN: 8 588002 131059
  - Nahrano a mixováno: Semeš Recording Čachtice
  - Mastering: Juraj Štubniak, Sonicca
  - Producent: Peter Kliment, Peter Stašák
  - Vokály: Peter Stašák, Miriam Klimentová, Peter Kliment
  - Klávesové nástroje a programování: Peter Kliment, Peter Šíma
  - Kytara: Peter Šíma, Peter Kliment
  - Zvuková a hudební režie: Peter Kliment, Peter Kypo Veselý
  - Photo & Cover & Design: Š Alexander Klinko, 2001

## Žijem, žijem...
Žijem, žijem... je studiové album Petra Stašáka. Album vydalo MSP v roce 2002 na CD.
Seznam skladeb:
1. Krásne dni (Sedam dana, sedam noći) - (Nenad Ninčević a Mladen Grdović / Nenad Ninčević, s.t.Peter Stašák)
2. Tvoje oči (Nosi mi se bijela boja) - (Tonči Huljić / Tonči Huljić s.t. Vlasta Brezovská)
3. Povedz mi hviezda (Prozor kraj dardina) - (Zdenko Runjić / Zdenko Runjić, s.t. Peter Stašák)
4. Kráľovná môjho srdca (Plemenita roda) - (Tonči Huljić / Tonči Huljić, s.t. Vlasta Brezovská)
5. Žijem, žijem... (Bolje živim nego ministar) - (Mladen Grdović / Peter Stašák)
6. Hit-mix
7. Len mama vie to (U ranu zoru) - (Mladen Grdović / Nenad Ninčević, s.t. Ervín Kliment)
8. Až sa raz vrátim - (Ali Brezovský / Vlasta Brezovská)
9. Dnes láske rozumiem - (Ali Brezovský / Vlasta Brezovská)
10. Postavme láske chrám (When You Tell Me That You Love Me) - Peter Stašák a D. Kleisová - (Albert Hammond / John Bettis, s.t. Vlasta Brezovská)
11. Láska nebeských brán - (Peter Kliment / Peter Stašák)
12. Dúha (Od ljubavi san duša ranjena) - (Zdenko Runjić / Zdenko Runjić, s.t. Peter Stašák)
13. Dievča z Nemčíc (Svi pevaju, ja necujem) - (Đorđe Novković / M. Tucakovic s.t.Peter Stašák)
14. Hit-mix

Bonus:
- 15 Havah nagila - (Hebrejská ľudová pieseň - upravil: Peter Kliment)

- Další informace:
  - Nahráno a mixováno: Semeš Recording
  - Producent: Peter Stašák, Peter Kliment
  - Vokály: Peter Stašák, Miriam Klimentová, Peter Kliment
  - Klávesové nástroje a programování: Peter Kliment, Peter Šíma
  - Kytara: Peter Šíma, Peter Kliment
  - Zvuková a hudební režie: Peter Kliment, Peter Kypo Veselý
  - Photo, Cover & Design: Š. Alexander Klinko, 2002

## Loď lásky
Loď lásky je studiové album Petra Stašáka. Album vydalo MSP v roce 2002 na CD.
Seznam skladeb:
1. Blízko tvojho nádvoria (Ispod tvojih prozora) - (Đani Maršan/Peter Stašák) - (3:18)
2. Tu no Ilores - (Zdenko Runjić / Zdenko Runjić) - (3:51)
3. Zbohom dávam - (Peter Kliment / Ervín Kliment) - (3:35)
4. Chlapci od nás - (Peter Kliment / Peter Stašák) - (3:26)
5. Dom kamenný (Tu je moj dom) - (Mladen Grdović / Alka Vuica s.t. Peter Stašák) - (3:34)
6. Spomínam - (Peter Kliment / Peter Stašák) - (3:45)
7. Poviem to za teba - (Peter Kliment / Ervín Kliment) - (3:47)
8. Loď lásky (Ti, samo ti) - Peter Stašák a Dominika Kleisová - (Matko Jelavić / Marián Kleis) - (4:09)
9. Nesplnená túžba - (Peter Kliment / Ervín Kliment) - (3:45)
10. Za čo ma máš - (Peter Kliment / Ervín Kliment) - (3:13)
11. Láska vie (Peškafondo) - (Boris Oštrić / Boris Oštrić, s.t. Peter Stašák) - (3:35)
12. Hit mix (5:42)

- - Láska nebeských brán - (Peter Kliment / Peter Stašák)
  - Dievča z Nemčíc - (Đorđe Novković / M. Tucakovic s.t.Peter Stašák)
  - Kráľovná si srdca môjho - (Tonči Hujlič / Tonči Hujlič, s.t. Vlasta Brezovská)
  - Tvoje oči - (Tonči Hujlič / Tonči Hujlič, s.t. Vlasta Brezovská)
  - Až sa raz vrátim - (Ali Brezovský / Vlasta Brezovská)
  - Žijem, žijem... (Bolje živim nego ministar) - (Mladen Grdović/N. Nincevic, s.t. Peter Stašák)

BONUS:
- 13. Spanish eyes - (Bert Kaempfert / Bert Kaempfert) - (3:57)

- duety:
  - Peter Stašák a Goran Karan (2)
  - Peter Stašák a Miriam Klimentová (7)
  - Peter Stašák a Dominika Kleisová (8)

- Další informace:
  - Nahráno a mixováno: Semeš Recording
  - Producent: Peter Stašák, Peter Kliment
  - Vokály: Peter Stašák, Miriam Klimentová, Peter Kliment
  - Klávesové nástroje a programování: Peter Kliment, Peter Šíma
  - Kytara: Peter Šíma, Peter Kliment
  - Zvuková a hudební režie: Peter Kliment, Peter Kypo Veselý
  - Photo: Imrich Rácz, archív Petra Stašáka
  - Cover & Design: Alexander Klinko

## Môj život je pieseň
Môj život je pieseň je studiové album Petra Stašáka. Album vydalo MSP v roce 2003 na CD.
Seznam skladeb:
1. Môj život je pieseň - (Peter Kliment / Peter Stašák) - (3:25)
2. Mária - (Peter Kliment / Peter Stašák) - (3:20)
3. Pán Osud - (Peter Kliment / Peter Stašák) - (3:42)
4. Láska skúpa, málo núka (Kad ti srce ne piva) - (Zdenko Runjić úpr. J. Tudor / Peter Stašák) - (3:31)
5. Kvôli tebe (Da imam dva života) - (Đorđe Novković / Peter Stašák) - (3:20)
6. Preto túto pieseň spievam - (Peter Kliment / Peter Stašák) - (3:10)
7. Nádherne svieti Luna (Ne zaboravi me ti) - (Zdenko Runjić - Goran Karan / Peter Stašák) - (3:33)
8. Kráľ tanca (Kad Volim, Volim) - (Đorđe Novković / Peter Stašák) - (3:29)
9. Hej Seňorita - (E. Dastl, úpr. Peter Kliment / Peter Stašák a Peter Kliment) - (3:20)
10. Adio smútok (Adio ljube) - (Zrinko Tutić / Peter Stašák) - (3:17)
11. Či ma ľúbiš snáď (Koga ljubiš sad) - (Zdenko Runjić – Goran Karan / Peter Stašák) - (3:30)
12. Horúca noc (Rastajem se od života) - (Zrinko Tutić – Severina Vučković / Peter Stašák) - (3:14)

Bonus:
- 13. Žijem, žijem... (Bolje živim nego ministar), (unplugged live) - (Bolje živim nego ministar) - (Mladen Grdović– N. Ninčevič / Peter Stašák)

- Další informace:
  - zpěv: Peter Stašák
  - Vokály: Silvia Bližniaková, Peter Kliment, Eva Horňáčková
  - Producent: Peter Stašák a Peter Kliment
  - Klávesové nástroje, gitary a programovanie: Peter Kliment, Ľuboš Gúčik
  - Klarinet: Peter Gogol
  - Nahrano a mixováno v Semeš Recording, Čachtice, 2003
  - Zvuková a hudební režie: Peter Kliment a Peter Kypo Veselý
  - Photo: Pavol Vojtaško
  - Cover & Design: © Alexander Klinko, 2003

## Všetko najlepšie
Všetko najlepšie (The best of) je výběrové album Petra Stašáka. Album vydalo MSP v roce 2003 na CD.
Seznam skladeb:
1. Píšem báseň (Splitska serenada) - (Zdenko Runjić / Peter Stašák) - (03:46)
2. V prístave túžob - (Peter Kliment / Miriam Klimentová) - (03:48)
3. Kubašská voda (U bašku vodu) - (Zdenko Runjić / Peter Stašák) - (03:24)
4. Ústa sladké od vína (Slade od vina) - (Zdenko Runjić / Peter Stašák) - (03:17)
5. Len mama vie to (U ranu zoru) - (Mladen Grdović / Ervín Kliment) - (03:37)
6. Európske pláže (Dalmatinska drage luke) - (Zdenko Runjić / Peter Stašák) - (03:05)
7. Adio Bella - (Zdenko Runjić / Peter Stašák) - (03:45)
8. Žijem, žijem... (Bolje živim nego ministar) - (Mladen Grdović / Peter Stašák) - (04:31)
9. Môj život je pieseň - (Peter Kliment / Peter Stašák) - (03:26)
10. Povedz mi hviezda (Prozor kraj dardina) - (Zdenko Runjić / Peter Stašák) - (04:06)
11. Loď lásky - (Matko Jelavić / Marián Kleis) - (04:10)
12. Láska vie - (Boris Oštrić / Peter Stašák) - (03:35)
13. Blízko tvojho nádvoria (Ispod tvojho prozora) - (Đani Maršan / Peter Stašák) - (03:18)
14. Adio smútok - (Zrinko Tutić / Peter Stašák) - (03:17)
15. Nádherne svieti Luna (Ne zaboravi me ti) - (Zdenko Runjić - Goran Karan / Peter Stašák) - (03:34)
16. Preto túto pieseň spievam - (Peter Kliment / Peter Stašák) - (03:12)

## Láska svetom letí
Láska svetom letí je studiové album Petra Stašáka. Album vydalo vydavatelství Masta v roce 2004 na CD.
Seznam skladeb:
- 01. Láska svetom letí
- 02. Spomienka na Dalmáciu
- 03. Hajde Roma
- 04. Pre otca
- 05. Hitmix:
  - Adio smútok
  - Spomínam
  - Zbohom dávam
  - Horúca noc
  - Kvôli tebe
  - Mária
  - Môj život je pieseň
- 06. Macho
- 07. Jeden deň
- 08. Ty si nápev môj
- 09. Láska nie je skúpa
- 10. Takto to cítim
- 11. Hitmix:
  - Kráľ tanca
  - Hej Seňorita
  - Ma ľúbiš snáď
  - Za čo ma máš
  - Preto túto pieseň spievam
  - Chlapci od nás

bonus:
- 12. Žijem žijem ...

## Aká je láska...
Aká je láska... je studiové album Petra Stašáka. Album vydalo vydavatelství Masta v roce 2005 na 2CD.
Seznam skladeb:
CD1
1. Mám tak rád - (Peter Kliment / Peter Stašák) - (3:32)
2. Argentína - (Peter Kliment / Peter Stašák) - (3:15)
3. Aká je láska, taký je život - (Peter Kliment / Peter Stašák) - (4:07)
4. La Paloma adieu - (Peter Kliment / Peter Kliment) - (3:28)
5. Chleba treba - (Peter Kliment / Zlatko Jugovič) - (3:09)
6. Sen o ljubavi - (Peter Kliment / Peter Kliment) - (3:37)
7. Nádej - (Peter Kliment / Peter Stašák) - (4:002)
8. Made in love - (Peter Kliment / Peter Stašák) - (4:12)
9. Máme lásku - (Peter Kliment / Peter Stašák) - (3:44)
10. Keď láska nájde nás - (Peter Kliment / Peter Stašák) - (4:33)
11. Viktória - (Peter Kliment / Peter Stašák) - (3:05)
12. Tu non llores mi querida - (Zdenko Runjić/Zdenko Runjić) - (3:51)

- - Duety:
- Peter Stašák a Sisa Sklovská (8)
- Peter Stašák a Silvia Bližniaková (9)
- Peter Stašák a Peter Kliment (12)

- CD2

- Hitmix 1
  - Ústa sladké od vína
  - Tiha noč

V prístave túžob
- - Jediná
  - Nikto nemá dva životy

- Hitmix 2
  - Píšem báseň
  - Kubašská voda
  - Trpká chvíľa
  - Adio Bella
  - Európske pláže

- Hitmix 3
  - Láska z nebeských brán
  - Dievča z Nemčíc
  - Kráľovna môjho srdca
  - Tvoje oči
  - Až sa raz vrátim
  - Žijem. žijem...

- Hitmix 4
  - Adio smútok
  - Spomínam
  - Zbohom dávam
  - Horúca noc
  - Kvôli tebe
  - Mária
  - Môj život je pieseň

- Hitmix 5
  - Kráľ tanca

Hej Seňorita
- - Či ma ľúbiš snáď
  - Preto túto pieseň spievam
  - Chlapci od nás

- Hitmix 6
  - Láska svetom letí
  - Jeden deň
  - Spomienky na Dalmáciu
  - Hajde Roma
  - Láska nieje skúpa
  - Takto to cítim
  - Macho

- Další informace:
  - Číslo alba: Masta EAN 8588003 348012

## Šťastné a veselé Vianoce
Šťastné a veselé Vianoce je studiové album Petra Stašáka. Album vydalo vydavatelství Masta v roce 2006 na CD.
- Seznam skladeb:

1. Šťastia, zdravia, dlho žitia! - (1:13)
2. Narodil sa Kristus v Betleme - (3:35)
3. Daj Boh šťastia! - (3:20)
4. Aké to svetlo - (4:48)
5. Dobrá novina - (3:06)
6. Búvaj dieťa krásne - (3:07)
7. Dnešný deň sa radujme - (3:11)
8. Dobrý pastier sa narodil - (3:21)
9. Nesiem Vám noviny - (3:39)
10. Pastieri, pastieri, hore vstaňte - (3:04)
11. Ó chýr preblahý - (3:14)
12. Poďme bratia do Betlema - (3:25)
13. Tichá noc, svätá noc! - (3:48)

- Další informace:
  - Číslo alba: Masta EAN 8588003 378224

## ...najkrajšie na svete
...najkrajšie na svete je studiové album Petra Stašáka. Album vydalo vydavatelství Masta v roce 2008 na CD.
Seznam skladeb:
- 01. Úvod (Something 'Bout You Baby I Like) - (Richard Supa / Vlasta Brezovská) - (1:04)
- 02. Zázrak bez slov (Release Me) - (Eddie Miller / Tomáš Janovic) - (3:25)
- 03. Každý deň ísť niekam (A Man Without Love) - (Roberto Livraghi, Barry Mason / Emil Labaj) - (3:19)
- 04. Amor Amor (Amor Amor Amor) - (Ciovanni Belfiore, Gabriel Ruíz / Martin Sarvaš) - (3:17)
- 05. Zostáva nádej (My Way) - (Claude Francois, Jacques Revaux / Emil Labaj) - (4:06)
- 06. Tom Jones Medley 7:39
  - Delilah - (Les Reed/Barry Mason)
  - I' ll Never Fall In Love Again - (Jim Currie, Lonnie Donegan / Jozef Augustín Štefánik)
  - Creen Creen Crass Of Home - (Claude Putman / Jozef Augustín Štefánik)
  - Help Yourself - (Carlo Donida, Jack Fishman / Jozef Augustín Štefánik)
  - Love Me Tonight - (Barry Mason, Daniele Pace / Jozef Augustín Štefánik)
- 07. Aj keď som snáď len klaun (I Can't Stop Loving You) - (Don Gíbson / Emil Labaj) - (3:51)
- 08. Zabudnúť váham (Heart Of Gold) - (Heinz Guley / Jozef Augustín Štefánik) - (3:17)
- 09. Povedz áno (Quando Quando) - (Pat Boone, Alberto Testa / Peter Stašák) - (3:14)
- 10. Pár modrých hviezd (Spanish Eyes) - (Bert Kaepfert / Ľuboš Zeman) - (3:13)
- 11. Deň len pre nás (The Way It Used To Be) - (Corrado Conti, Franco Cassano / Emil Labaj) - (3:07)
- 12. Hráme Jive (Hello Mary Lou) - (Cayet Mangiaracina / Peter Stašák) - (2:10)
- 13. Magdaléna (Magdalena) - (Zdenko Runjić / Peter Stašák) - (4:00)
- 14. Záver (Something 'Bout You Baby I Like) - (Richard Supa / Vlasta Brezovská) - (1:04)

- Další informace:
  - Číslo alba: Masta EAN 8588003 378316,

## Peter Stašák a priatelia
Peter Stašák a priatelia je studiové album Petra Stašáka. Album vydalo vydavatelství Masta v roce 2008 na CD.
Seznam skladeb:
1. Ja som tvoj kamarát - Peter Stašák a Peter Košč - (h:/t:) - (3:08)
2. Všetkým dievčatám - Peter Stašák a Michal Dočolomanský - (h:/t:) - (3:29)
3. Pieseň je láska - Peter Stašák a Monika Agrebi - (h:/t:) - (3:26)
4. Tu non Ilore mi querida - Peter Stašák a Goran Karan - (h:/t:) - (3:51)
5. Láska je spev - Peter Stašák a Marcela Laiferová - (h:/t:) - (3:13)
6. Postavme laske chrám - Peter Stašák a Dominika Kleisová - (h:/t:) - (3:58)
7. Spievajme kamarati - Peter Stašák a Pavol Stašák - (h:/t:) - (3:08)
8. Máme lásku - Peter Stašák a Silvia Klimentová - (Peter Kliment / Peter Stašák) - (3:45)
9. Made in love - Peter Stašák a Sisa Sklovská - (h:/t:) - (4:12)
10. Bez lásky niet nádeje - Peter Stašák a Jadranka - (h:/t:) - (3:35)
11. Poviem to za teba - Peter Stašák a Helena Vrtichová - (h:/t:) - (3:47)
12. Duet pre osamelych - Peter Stašák a Marta Križanová - (h:/t:) - (3:55)
13. Šláger len pre vás - Peter Stašák a Gabriela Koščová a Lýdia Stašáková - (h:/t:) - (3:10)
14. Pieseň pre nás dvoch - Peter Stašák a Ľubica Rybárska - (h:/t:) - (5:43)
15. Po stý krát - Peter Stašák a Lýdia Volejníčková - (h:/t:) - (4:10)
16. Bielou kriedou - Peter Stašák a Robo Kazik - (Ivan Horváth / A. Kodayová) - (3:14)
17. Každý den - Peter Stašák a Zuzana Martinsen - (h:/t:) - (4:22)
18. Loď lásky - Peter Stašák a Dominika Kleisová - (Matko Jelavić / Marián Kleis) - (4:09)

Bonus
- 19. Tiha noč- (h:/t:) - (3:38)

- Další informace:
  - Číslo alba: Masta EAN 8588003 378378
  - Nahráno a mixováno: Semeš Recording

## Zlatý výber 1
Zlatý výber 1 je výběrové album Petra Stašáka, které vydalo vydavatelství Masta v roce 2010 na CD. Album je prvním výběrem největších hitů.
1. Žijem, žijem... - (4:31)
2. Píšem báseň - (3:44)
3. Ústa sladké od vína - (3:15)
4. Trpká chvíľa - (2:58)
5. Kubašská voda - (3:22)
6. V prístave túžob - (3:47)
7. Európske pláže - (3:03)
8. Splitské tango - (3:30)
9. Nikto nemá dva životy - (3:36)
10. Jediná - (3:51)
11. Adio Bella - (3:43)
12. Tiha noč - (3:38)
13. Krásne dni - (3:38)
14. Tvoje oči - (3:18)
15. Povedz mi hviezda - (4:06)
16. Kráľovná môjho srdca - (3:36)
17. Len mama vie to - (3:37)
18. Láska z nebeských brán - (3:41)
19. Dúha - (3:33)
20. Havah Nagila - (3:13)

- Další informace:
  - Číslo alba: Masta EAN 8588003 378453
  - Nahráno a mixováno: Semeš Recording

## Politický postoj
Je obdivovatel Štefana Harabina a veřejně deklaroval, že on a celá jeho rodina by ho volili, pokud by kandidoval na prezidenta.[zdroj?]